# Laubach
Laubach este un oraș cu 10.000 loc. din landul Hessa, Germania.
Aici a fost turnat în 1859 un pod de fontă care a fost montat în orașul Sibiu, unde este cunoscut sub denumirea de Podul Minciunilor.